# Will Turpin

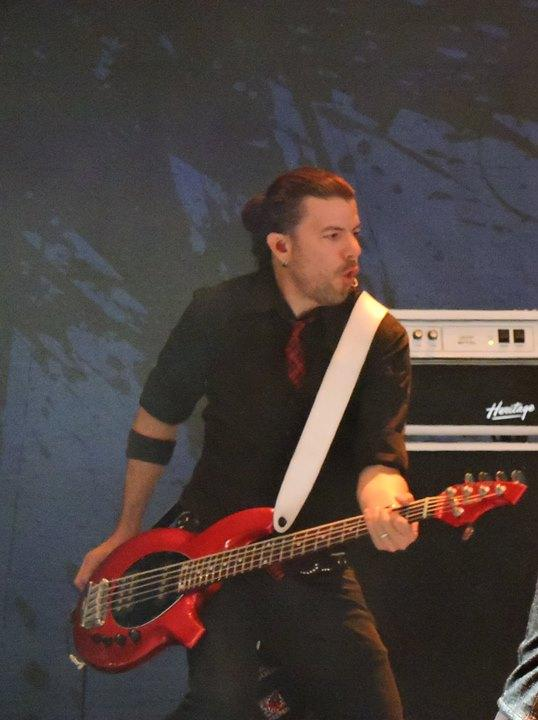
Will Turpin en 2016

Will Turpin es un músico estadounidense, bajista de Collective Soul, banda de rock alternativo/post-grunge. Nació el 8 de febrero de 1971 en Fairbanks, Alaska, Estados Unidos; y luego se trasladó a Stockbridge junto a su familia, cuando solo era un niño.
Conoció a Ed y a Dean Roland en una iglesia de la localidad de Stockbridge, donde fue parte del coro de "Mr. Roland", el padre de Ed y Dean, que era Pastor en esa iglesia.
Él y Shane Evans tocaron juntos durante tres años antes de formar Collective Soul. En secundaria, Ross Childress, Shane Evans y él se mantuvieron constantemente en actividad, tocando en bandas formadas básicamente por ellos. "Tocabámos algunas de nuestras canciones propias y covers de bandas como R.E.M. y U2," dice Will. "Pero también dedicamos mucho tiempo escuchando a Van Halen y Led Zeppelin, y mirando videos de Rush.".
Después de la graduación, Will empezó sus estudios de percusión en la universidad estatal de Georgia, Atlanta.
Si bien no fue un miembro oficial de Collective Soul hasta principios de 1994, participaba como músico, en las presentaciones en vivo haciendo voces de fondo y coros, y como percusionista en algunas canciones grabadas en el estudio, ya que Ed trabajaba en "Reel To Reel", un estudio de grabación. El día en que se unió definitivamente a Collective Soul, compró su primer bajo.
Will está casado con Donna Dillard, y tienen un hijo, Tristan Ross, nacido en 1997.